# Leucauge abbajae
Leucauge abbajae este o specie de păianjeni din genul Leucauge, familia Tetragnathidae, descrisă de Strand, 1907.
Este endemică în Etiopia. Conform Catalogue of Life specia Leucauge abbajae nu are subspecii cunoscute.